# St. Kilian
St. Kilian település Németországban, azon belül Türingiában. Lakosainak száma 2986 fő (2010).

## Népesség
A település népességének változása:

| 2010 | 2 986 |